# Ponte Buarque de Macedo
A Ponte Buarque de Macedo é uma ponte sobre o Rio Capibaribe, no Recife, Pernambuco, Brasil.
Com 288,30m, é a ponte mais extensa entre as que ficam no centro do Recife. Liga os bairros do Recife e Santo Antônio. Inicialmente foi construída uma ponte de madeira, em 1845, que foi chamada de Ponte provisória.
Por ordem de Buarque de Macedo, ministro dos transportes e  sob a administração do engenheiro Alfredo Lisboa, em 1880, sua construção foi iniciada em 1882 recebendo o nome do ministro. Foi aberta ao público em 20 de outubro de 1890. 